# Łapinóżek
Łapinóżek – wieś w Polsce położona w województwie kujawsko-pomorskim, w powiecie rypińskim, w gminie Wąpielsk.
Według Narodowego Spisu Powszechnego (III 2011 r.) liczyła 119 mieszkańców. Jest dziesiątą co do wielkości miejscowością gminy Wąpielsk.

## Historia
W połowie XVIII wieku wieś należała do Józefa Pląskowskiego (ok. 1700-1773). Następnie miała należeć do jezuitów z Grudziądza. Po kasacie zakonu wieś miała zostać przekazana kanonikowi Andrzejowi Pląskowskiemu, synowi Józefa. W tym czasie pobierał on od chłopów 551 złotych czynszu. Przed 1802 rokiem wieś odkupił landrat Grąbczewski z Torunia.
W latach 1975–1998 miejscowość administracyjnie należała do województwa toruńskiego.